# Phrynobatrachus giorgii
Espèce
Statut de conservation UICN

 DD  : Données insuffisantes
Phrynobatrachus giorgii est une espèce d'amphibiens de la famille des Phrynobatrachidae.

## Répartition
Cette espèce est endémique de la République démocratique du Congo. Elle n'est connue que dans sa localité type, Yambata, située dans le nord du pays,.

## Étymologie
Cette espèce est nommée en l'honneur de Stephano Oronzo Vicenzo de Giorgi.

## Publication originale
- de Witte, 1921 : Description de batraciens nouveaux du Congo belge. Revue Zoologique Africaine, Bruxelles, vol. 9, p. 1-22 (texte intégral).